# DB Schenker Rail Zabrze
Firma DB Schenker Rail Zabrze S.A. (do roku 2010 Przedsiębiorstwo Transportu Kolejowego Holding S.A., krátce PTK Holding (VKM: PTK) byla významný polský železniční dopravce. Sídlem společnosti bylo Zabrze.

## Historie

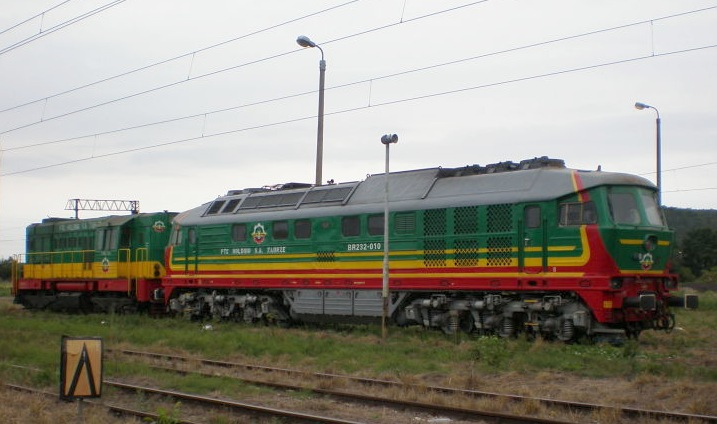
Lokomotivy řad BR232 a T448p v barvách společnosti

Společnost vznikla k 1. lednu 2007 sloučením železničních dopravců Kopalnia Piasku "Kuźnica Warężyńska" S.A. Dąbrowa Górnicza a Przedsiębiorstwo Transportu Kolejowego i Gospodarki Kamieniem Sp. z o.o. Zabrze, přičemž prvně jmenovaná společnost byla druhou jmenovanou společností zakoupena již dříve. Po změně vlastnických vztahů došlo k 1. dubnu 2010 ke změně názvu na DB Schenker Rail Zabrze S.A. K 3. lednu 2011 společnost zanikla sloučením s mateřskou firmou DB Schenker Rail Polska.

## Vlastnické vztahy
Majoritní podíl ve společnosti měla firma Trawipol (90 %), přes kterou byl PTK Holding majetkově propojen s dopravcem PTKiGK Rybnik.
V květnu 2007 ohlásily firmy PTK Holding a PTKiGK Rybnik, že hledají společného strategického investora, ale tendr, do kterého se přihlásilo celkem 10 firem byl zrušen, když kontrolní balík akcií ve společnosti PTKiGK Rybnik získala společnost PCC Rail.

V září 2009 získala německá společnost DB Schenker takový vlastnický podíl ve společnosti Trawipol, že začala kontrolovat až 95 % akcií PTK Holding. V souvislosti se začleněním firmy do skupiny DB Schenker Rail pak došlo ke změně názvu na DB Schenker Rail Zabrze S.A. a posléze k zániku společnosti.

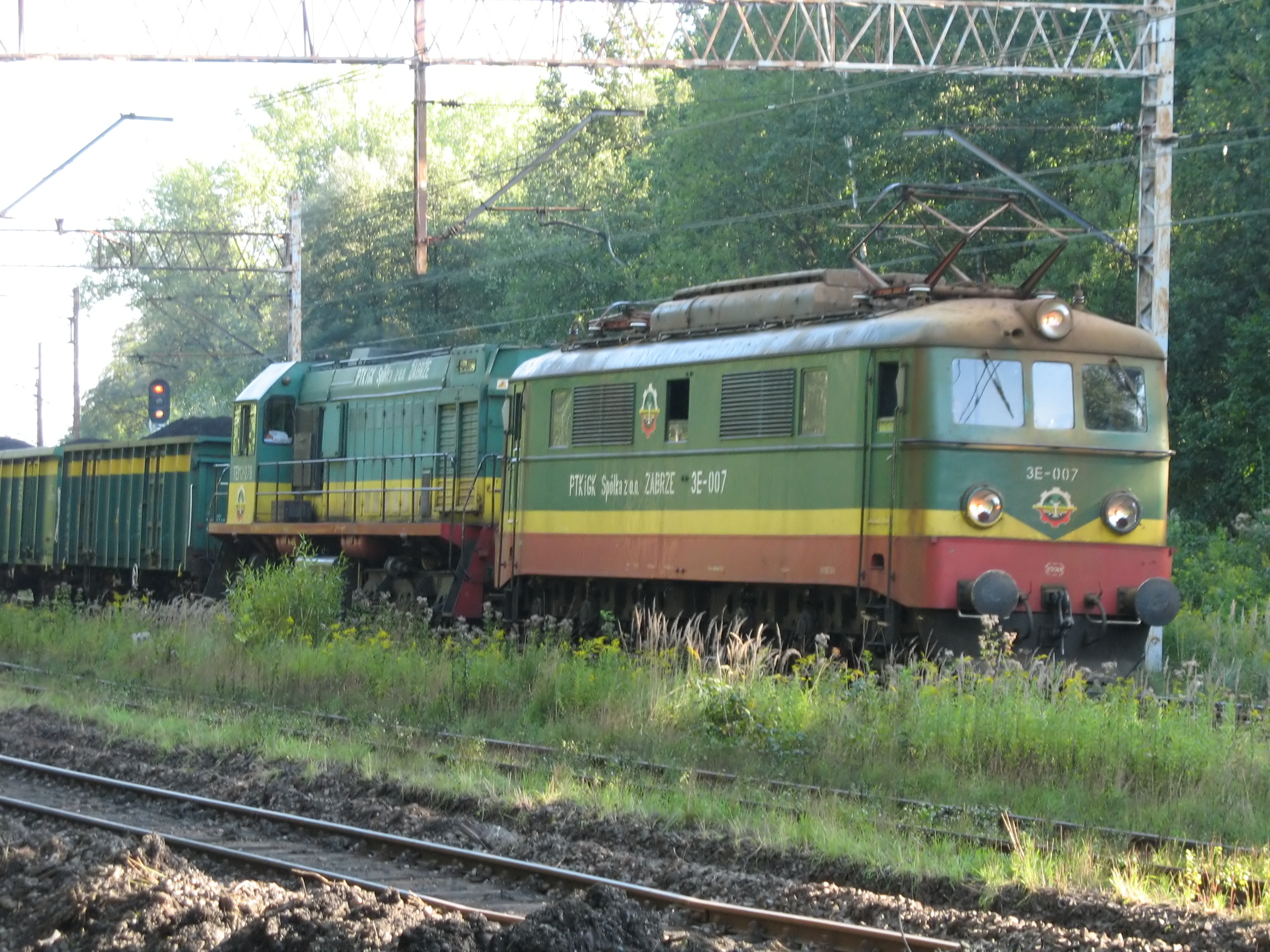
Lokomotivy řad 3E/1 a TEM2

## Činnost společnosti
Hlavním posláním společnosti PTK Holding byla komplexní obsluha železničních vleček a železniční doprava po síti PKP Polskie Linie Kolejowe i dalších provozovatelů dráhy.

### Obsluha vleček
Podle údajů z roku 2006 PTK Holding společně se sesterskou firmou PTKiGK Rybnik obsluhoval 80 % vleček dolů v Polsku. Společnost také začala obsluhovat kontejnerový terminál v říčním přístavu Gliwice.

### Železniční přepravy

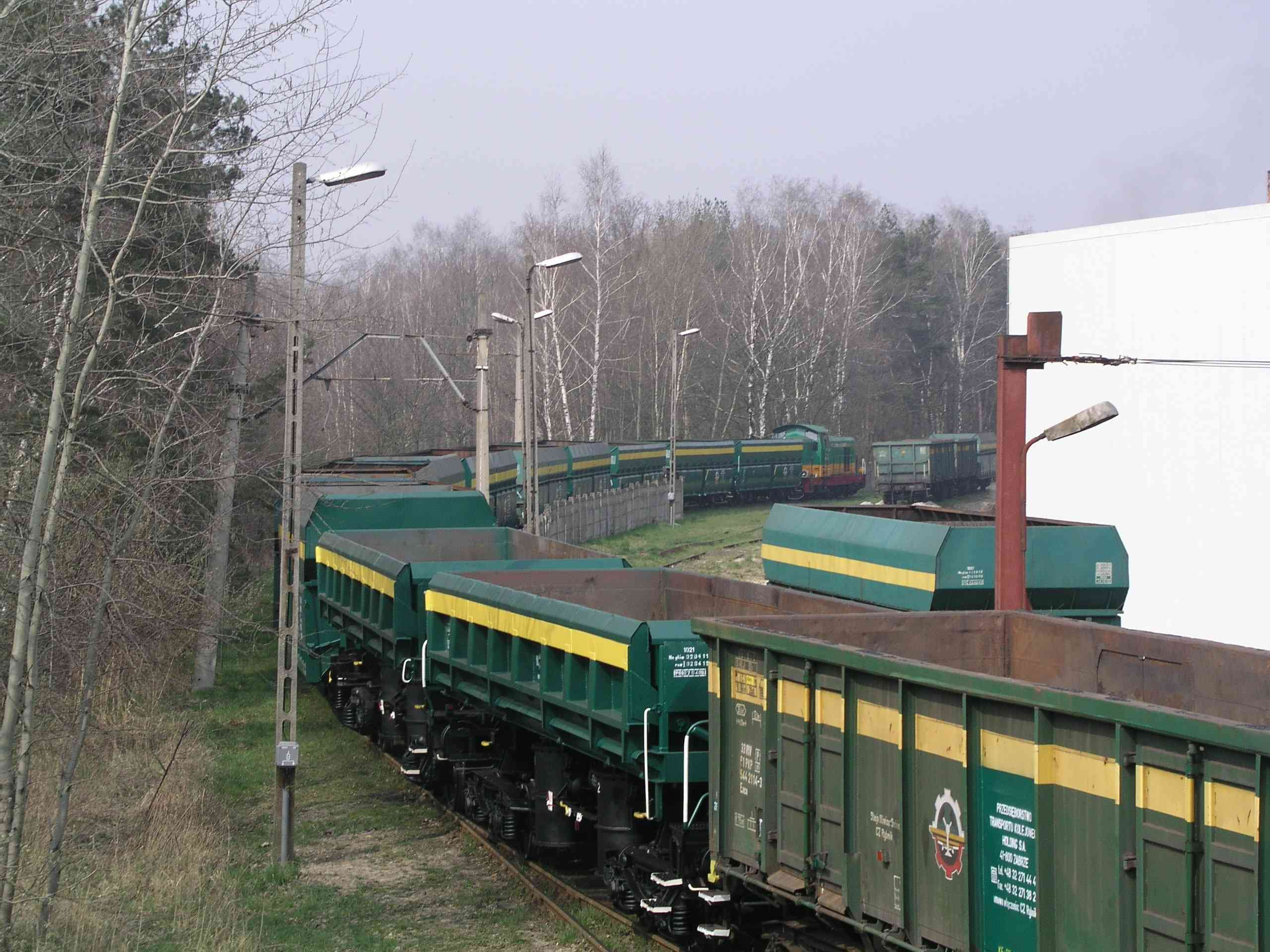
Souprava vozů PTK

Podle údajů za rok 2006 společnost přepravila po železnici ročně 11,6 mil. tun zboží. Vedle vnitrostátní železniční dopravy se společnost zabývala také mezinárodní dopravou ve spolupráci s dopravci z okolních zemí, např. českými firmami České dráhy a OKD, Doprava.

## Lokomotivní park

### Elektrické lokomotivy
Park elektrických lokomotiv byl tvořen jedním čtyřnápravovým strojem řady 4E (EU07, výrobce Pafawag; jediná lokomotiva tohoto typu u soukromého dopravce) a dále šestinápravovými stroji řad 3E/1 (ET21) a 201E (ET22) polské produkce a lokomotivami řady 182 (výrobce Škoda) odkoupenými ze Slovenska.

### Dieselové lokomotivy

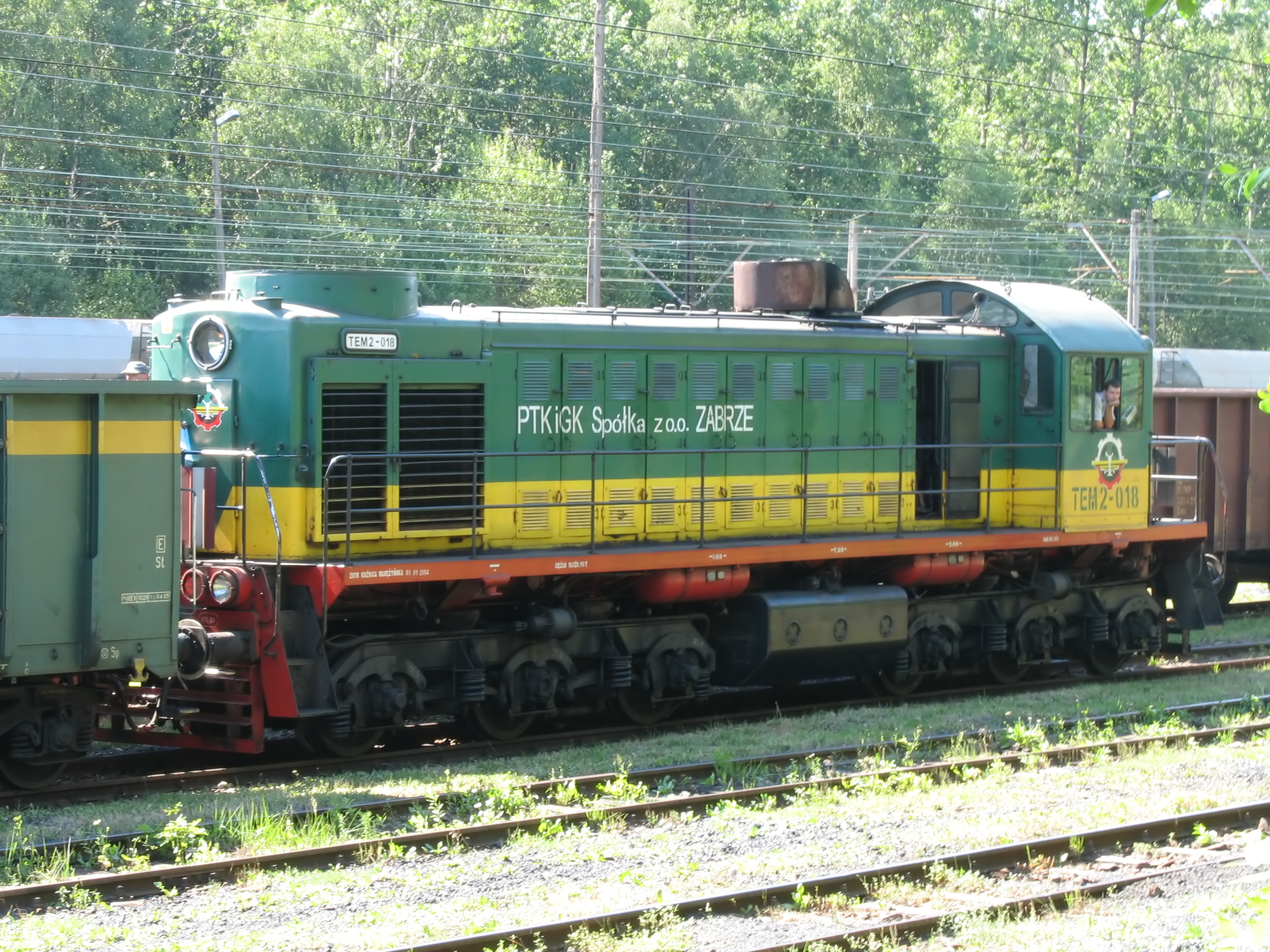
Lokomotiva řady TEM2 byla nejpočetnějším hnacím vozidlem v parku PTK Holding

Dieselové lokomotivy pak byly zastoupeny řadami TEM2 (SM48), M62 (ST44, obdoba české řady 781), BR232 (odkup z Německa), SM42, S200 (obdoba české řady 770), T448p (obdoba české řady 740) a 060DA (ST43).